# Axel Werner
Pour les articles homonymes, voir Werner.
Axel Werner, né le 28 février 1996 à Rafaela, est un footballeur argentin évoluant actuellement au poste de gardien de but à Rosario Central, en prêt d'Elche CF.

## Biographie
Avec l'équipe d'Argentine des moins de 17 ans, il participe à la Coupe du monde des moins de 17 ans en 2013. Lors du mondial junior organisé aux Émirats arabes unis, il ne joue qu'un seul match, celui pour la troisième place, perdu face à la Suède.
Il participe ensuite aux Jeux olympiques d'été de 2016 avec la sélection olympique argentine, mais en restant sur le banc des remplaçants.
Avec le club de l'Atlético Madrid, il dispute les huitièmes de finale de la Ligue Europa en 2018.

## Palmarès
- Champion d'Argentine en 2017 avec Boca Juniors
- Vainqueur de l'UEFA Europa League en 2018 avec l'Atletico Madrid